# Menhirs des Indrolles
Les menhirs des Indrolles sont deux menhirs situés dans la forêt d'Halatte sur le territoire de la commune de Senlis, dans le département français de l'Oise.

## Description
Les menhirs mesurent environ 2 m de hauteur pour l'un et 1,50 m pour l'autre. Ils ont été découverts par hasard par Amédée Margry en 1869, entièrement cachés sous une épaisse végétation. On ignore l'origine du nom des deux mégalithes, qui désignait à la base un canton forestier.
Les menhirs sont situés dans la parcelle 296 de la forêt d'Halatte, non loin de la route Départementale 1017.